# Orodesmus forceps
Orodesmus forceps är en mångfotingart som beskrevs av Cook 1896. Orodesmus forceps ingår i släktet Orodesmus och familjen Oxydesmidae. Inga underarter finns listade i Catalogue of Life.